# Premier Soccer League 2024 (Zimbabwe)
La Premier Soccer League 2024 , anche nota come Castle Lager Premier Soccer League 2024 per motivi di sponsorizzazione, è stata la 43ª edizione della massima serie del campionato di calcio dello Zimbabwe. La stagione è iniziata il 9 marzo 2024 e si è conclusa il 24 novembre successivo.
La squadra campione in carica era il Ngezi Platinum Stars, mentre il campionato è stato vinto dal Simba Bhora, per la prima volta nella sua storia.

## Stagione

### Novità
Dalla stagione precedente sono stati retrocessi in Division One Black Rhinos, Triangle United, Sheasham e Cranborne Bullets, ultime quattro classificate in campionato. Al loro posto sono state promosse TelOne (vincitore del girone centro della Division One), Chegutu Pirates (vincitore del girone nord) e Arenel Movers (girone sud). Inizialmente avrebbe dovuto essere promosso anche il Tenax, primo classificato del girone est, ma il Bikita Minerals, in seguito ad una vittoria a tavolino, l'ha scavalcato in classifica. In seguito ad un reclamo avanzato dal Tenax, la federazione ha inizialmente annullato la promozione del Bikita, annunciando che il campionato si sarebbe disputato con 17 squadre. Il ricorso del Bikita ha avuto successo, e la federazione ha quindi riallargato il campionato a 18 squadre.

### Formula
Le 18 squadre partecipanti giocano un girone all'italiana con partite di andata e ritorno, per un totale di 34 giornate. Al termine della stagione, la squadra prima classificata è campione dello Zimbabwe e si qualifica per la CAF Champions League 2025-2026, mentre la seconda classificata si qualifica per la Coppa della Confederazione CAF 2025-2026. Le ultime tre classificate sono invece automaticamente retrocesse in Division One.

## Squadre partecipanti
| Squadra              | Città       | Stagione precedente           |
| -------------------- | ----------- | ----------------------------- |
| Arenel Movers        | Bulawayo    | 1ª in Division One - Sud      |
| Bikita Minerals      | Bikita      | 2ª in Division One - Est      |
| Bulawayo Chiefs      | Bulawayo    | 13° in Prermier Soccer League |
| CAPS Utd             | Harare      | 8° in Prermier Soccer League  |
| Chegutu Pirates      | Chegutu     | 1ª in Division One - Nord     |
| Chicken Inn          | Bulawayo    | 7° in Prermier Soccer League  |
| Dynamos              | Harare      | 3° in Prermier Soccer League  |
| Green Fuel           | Chisumbanje | 10° in Prermier Soccer League |
| Herentals College    | Harare      | 6° in Prermier Soccer League  |
| Highlanders          | Bulawayo    | 5° in Prermier Soccer League  |
| Hwange               | Hwange      | 9° in Prermier Soccer League  |
| Kariba               | Kariba      | 11° in Prermier Soccer League |
| Manica Diamonds      | Mutare      | 2° in Prermier Soccer League  |
| Ngezi Platinum Stars | Ngezi       | Campione di Zimbabwe          |
| Platinum             | Zvishavane  | 4° in Prermier Soccer League  |
| Simba Bhora          | Shamva      | 12° in Prermier Soccer League |
| TelOne               | Gweru       | 1ª in Division One - Centro   |
| Yadah                | Harare      | 14° in Prermier Soccer League |

## Classifica
|                     | Pos. | Squadra              | Pt | G  | V  | N  | P  | GF | GS | DR  |
| ------------------- | ---- | -------------------- | -- | -- | -- | -- | -- | -- | -- | --- |
| Zimbabwe (bandiera) | 1.   | Simba Bhora          | 66 | 34 | 20 | 6  | 8  | 39 | 24 | +15 |
|                     | 2.   | Platinum             | 61 | 34 | 17 | 10 | 7  | 44 | 25 | +19 |
|                     | 3.   | Ngezi Platinum Stars | 57 | 34 | 14 | 15 | 5  | 46 | 23 | +23 |
|                     | 4.   | Manica Diamonds      | 54 | 34 | 14 | 12 | 8  | 27 | 19 | +8  |
|                     | 5.   | Herentals College    | 49 | 34 | 12 | 13 | 9  | 29 | 29 | 0   |
|                     | 6.   | Highlanders          | 48 | 34 | 12 | 12 | 10 | 43 | 33 | +10 |
|                     | 7.   | Chicken Inn          | 47 | 34 | 11 | 14 | 9  | 26 | 22 | +4  |
|                     | 8.   | Dynamos              | 46 | 34 | 10 | 16 | 8  | 29 | 26 | +3  |
|                     | 9.   | CAPS Utd             | 45 | 34 | 12 | 9  | 13 | 38 | 39 | -1  |
|                     | 10.  | TelOne               | 42 | 34 | 9  | 15 | 10 | 34 | 32 | +2  |
|                     | 11.  | Yadah                | 42 | 34 | 10 | 12 | 12 | 37 | 38 | -1  |
|                     | 12.  | Green Fuel           | 42 | 34 | 10 | 12 | 12 | 28 | 37 | -9  |
|                     | 13.  | Kariba               | 41 | 34 | 7  | 20 | 7  | 17 | 18 | -1  |
|                     | 14.  | Bikita Minerals      | 38 | 34 | 8  | 14 | 12 | 27 | 36 | -9  |
|                     | 15.  | Bulawayo Chiefs      | 36 | 34 | 7  | 15 | 12 | 23 | 30 | -7  |
|                     | 16.  | Hwange               | 35 | 34 | 8  | 11 | 15 | 24 | 42 | -18 |
|                     | 17.  | Chegutu Pirates      | 33 | 34 | 8  | 9  | 17 | 22 | 36 | -14 |
|                     | 18.  | Arenel Movers        | 23 | 34 | 4  | 11 | 19 | 20 | 44 | -24 |

Legenda
      Campione di Zimbabwe e ammessa alla CAF Champions League 2025-2026.
      Ammessa alla Coppa della Confederazione CAF 2025-2026.
      Retrocessa in Division One 2025.
Note:
Tre punti a vittoria, uno a pareggio, zero a sconfitta.